# Авсимовичи
Авси́мовичи (бел. Аўсімавічы) — деревня в составе Воротынского сельсовета Бобруйского района Могилёвской области Республики Беларусь.

## Население
- 1999 год — 77 человек
- 2010 год — 48 человек